# Ernst Betche
 Daniel Ludwig Ernst Betche (o Betcke o Betke) (Potsdam, Berlín, 31 de diciembre de 1851 - Sídney, 28 de junio de 1913) fue un botánico, pteridólogo y explorador alemán.
Fue horticultor, con práctica en Berlín y en Gante. En 1880 hace una expedición a Samoa; y se dirige a Sídney en 1881, donde se emplea como recolector del Museo de Ciencias Naturales, hasta 1897, y luego es Asistente Botánico de la misma institución. A pesar de su delicada constitución, fue un esforzadísimo investigador de la flora australiana.
Publicó artículos sobre las islas Marshall, y con Joseph H. Maiden publicaciones sobre la flora australiana.

## Honores

### Epónimos
Género
- (Cunoniaceae) Betchea Schltr.[3]

Especies
- (Asclepiadaceae) Hoya betchei (Schltr.) Whistler[4]

- (Cyatheaceae) Cyathea betchei Copel.[5]

- (Cyperaceae) Cyperus betchei (Kük.) S.T.Blake[6]

- (Lamiaceae) Oncinocalyx betchei F.Muell.[7]

- (Leguminosae) Acacia betchei Maiden y Blakely[8]

- (Loranthaceae) Amyema betchei (Blakely) Danser[9]

- (Meliaceae) Didymocheton betchei (C.DC.) Harms[10]

- (Mimosaceae) Racosperma betchei (Maiden y Blakely) Pedley[11]

- (Myoporaceae) Myoporum betcheanum L.S.Sm.[12]

- (Orchidaceae) Calcearia betchei (F.Muell.) M.A.Clem. y D.L.Jones[13]

- (Proteaceae) Hakea betchei Gand.[14]

- La abreviatura «Betche» se emplea para indicar a Ernst Betche como autoridad en la descripción y clasificación científica de los vegetales.[15]